# Tri-Pack
Tri-Pack è una raccolta del rapper Eazy-E.

## Disco 1
1. Exxtra Special Thankz
2. Real Muthaphuckkin G's
3. Any Last Werdz
4. Still a Nigga
5. Gimme That Nutt
6. It's on
7. Boyz N tha Hood
8. Down 2 tha Last Roach

## Disco 2
1. First Power
2. Ole School Shit
3. Sorry Louie
4. Just Tah Let U Know
5. Sippin on a 40
6. Nutz On Ya Chin
7. Muthaphukkin Real
8. Lickin, Suckin, Phukkin
9. Hit the Hooker
10. My Baby'z Mama
11. Creep n Crawl
12. Wut Would You Do
13. Gangsta Beat 4 Tha Street
14. Eternal E

## Disco 3
1. Intro
2. Eazy 1,2,3
3. Cock the 9
4. Switchez
5. The Rev (Skit)
6. No More Tears
7. Ruthless Life
8. Still Fuckem